# 櫛引氏
櫛引氏（くしびきし）は、日本の氏族。南部氏族の四戸氏の庶流といわれ、「奥南旧指録」では四戸氏宗家とする。

## 概要
櫛引氏は南部光行の五男、南部宗朝の子孫といわれ、代々孫四郎を称して、四戸・金田一・足沢・嶋森各氏と同族であった。
櫛引氏は代々櫛引に在住して在名により氏とした、また、古くから櫛引八幡宮の神事に深く関与していたという。

## 沿革
根城の盛時には根城南部氏に属していたが、南部守行のころから三戸南部氏に属し、南部信直の時代には櫛引城を居城に2000石の所領があった。
天正19年（1591年）の九戸政実の乱に際し、当主櫛引清長と弟清政（奥南落穂集では子）は九戸方に加担し九戸城に入城するが、豊臣秀次に率いられた奥州再仕置軍によって打ち取られ、清長は戦死、清政は栗原郡三迫（宮城県栗原市）で処刑されて櫛引氏は没落した。
後に清政の孫・政次が盛岡藩により召しだされ、子孫は盛岡藩士となり続いた。また乱の際に秋田へ落ち延びた清寛（櫛引氏の一族、「奥南落穂集」では清長の弟）の子・重兵衛の家系も盛岡藩士となった。

## 系図
```
将監
┃
弥六郎
┣━━━┓

清政
　　
清長
　　
┃　　　┣━━━┓

清次
　　
興繁
　　
清政
　
┃

政次
```

＊清長の２子は「奥南落穂集」に基づく。